# Neoramia raua
Neoramia raua är en spindelart som beskrevs av Forster och Wilton 1973. Neoramia raua ingår i släktet Neoramia och familjen trattspindlar. Inga underarter finns listade i Catalogue of Life.